# Двукрили
Двукрилите (Diptera) са биологичен разред насекоми с една двойка крила и една двойка балансьори. Сред най-разпространените двукрили е домашната муха. Някои двукрили обаче са изгубили крилете си, особено в подсемейство Hippoboscoidea.
Това е голям разред с около 240 000 видове комари и мушици, само около половината от които са описани.. Това е един от най-важните разреди насекоми както в екологичен, така и в смисъл свързан с човека (икономически и здравословен). Двукрилите и в частност комарите (Culicidae), са важни преносители на болести, включително на малария, денга, Западен Нил, жълта треска и други.Разделът от ентомологията, който изучава двукрилите насекоми се нарича диптерология. В България доайен на това направление е ентомологът проф. д-р Здравко Хубенов.

## Класификация
Има два основно приети подразреда на Двукрили:
- Дългоантенни (Nematocera) – Дългопипални (включва Eudiptera)[2][3] (Дългопипални, Дългомустачни) (Nematocera) – включва 77 семейства (35 от които са измрели), обикновено различавани по техните издължени тела и космати антенки – комари и дългоножки.
- Късоантенни (Brachycera) – Късопипални[3] (Късопипални, Късомустачни) (Brachycera) – включва 141 семейства (8 от които са измрели); имат по-кръгли тела и много къси антенки.

При предлагана по-нова, но все още не широко приета класификация, Nematocera са разделени на два подразреда – Archidiptera и Eudiptera.